# فهرست دانشکده‌های دندانپزشکی ایران

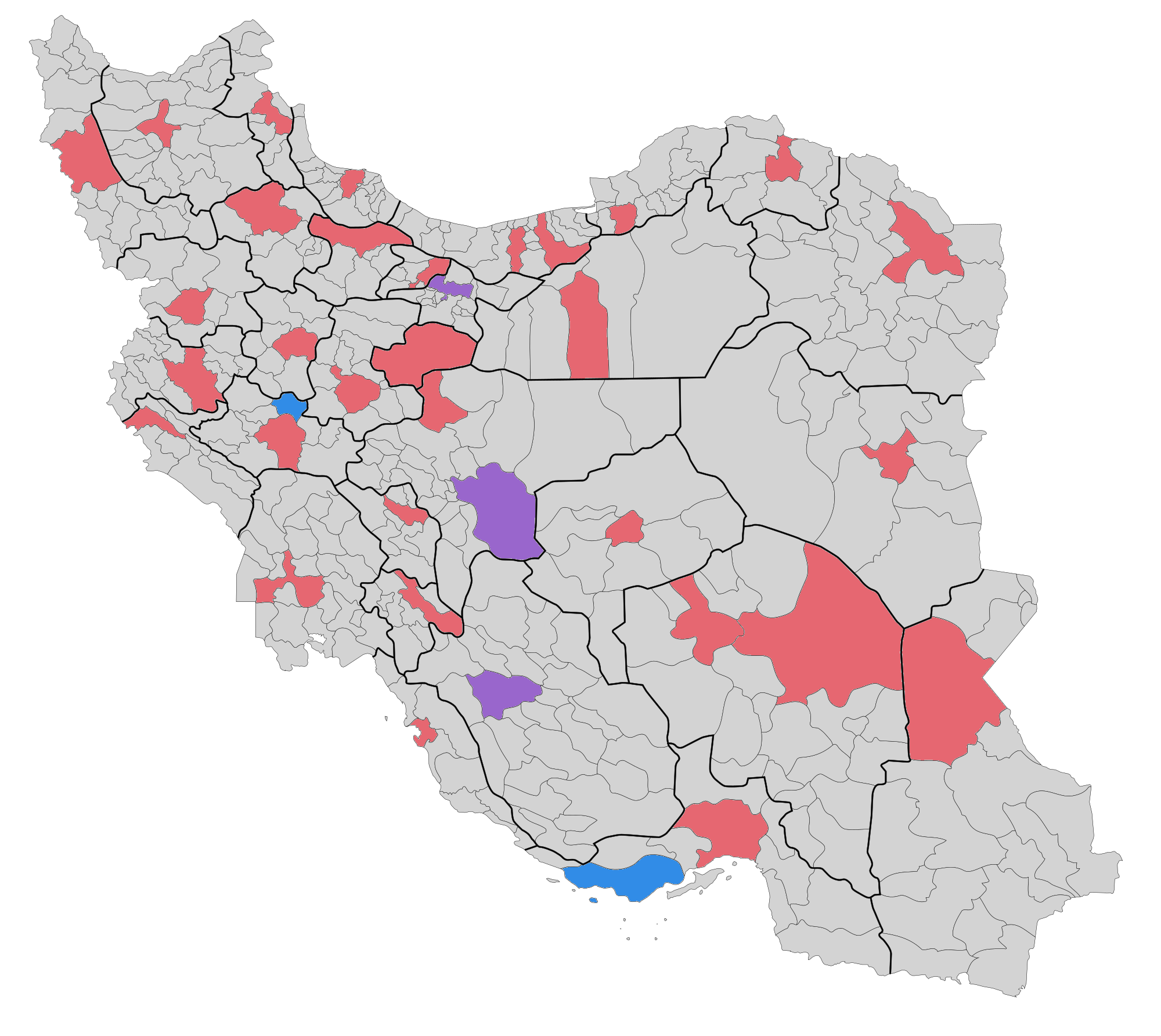
پراکندگی دانشکده‌های دندانپزشکی در ایران
دانشکده‌های دندانپزشکی دولتی
دانشکده‌های دندانپزشکی آزاد
هردو

دانشکده‌های دندانپزشکی دانشکده‌هایی هستند که وظیفه تربیت دندانپزشک و ارائه خدمات آموزشی و درمانی را دارند. در حال حاضر ۳۸ دانشکده دندانپزشکی دولتی و ۵ دانشکده دندانپزشکی دانشگاه آزاد اسلامی در ایران فعال هستند.

## فهرست
| نام دانشکده                   | دانشگاه مادر                    | شهر      | سال تأسیس |
| ----------------------------- | ------------------------------- | -------- | --------- |
| دانشکده دندانپزشکی اراک       | دانشگاه علوم پزشکی اراک         | اراک     | ۱۳۹۱      |
| دانشکده دندانپزشکی ارتش       | دانشگاه علوم پزشکی ارتش         | تهران    | ۱۳۸۸      |
| دانشکده دندانپزشکی اردبیل     | دانشگاه علوم پزشکی اردبیل       | اردبیل   | ۱۳۹۱      |
| دانشکده دندانپزشکی ارومیه     | دانشگاه علوم پزشکی ارومیه       | ارومیه   | ۱۳۸۸      |
| دانشکده دندانپزشکی اصفهان     | دانشگاه علوم پزشکی اصفهان       | اصفهان   | ۱۳۵۳      |
| دانشکده دندانپزشکی البرز      | دانشگاه علوم پزشکی البرز        | کرج      | ۱۳۹۴      |
| دانشکده دندانپزشکی اهواز      | دانشگاه علوم پزشکی جندی‌شاپور    | اهواز    | ۱۳۷۵      |
| دانشکده دندانپزشکی ایلام      | دانشگاه علوم پزشکی ایلام        | ایلام    | ۱۳۹۱      |
| دانشکده دندانپزشکی بابل       | دانشگاه علوم پزشکی بابل         | بابل     | ۱۳۷۲      |
| دانشکده دندانپزشکی بجنورد     | دانشگاه علوم پزشکی خراسان شمالی | بجنورد   | ۱۳۹۱      |
| دانشکده دندانپزشکی بقیةالله   | دانشگاه علوم پزشکی بقیةالله     | تهران    | ۱۴۰۰      |
| دانشکده دندانپزشکی بوشهر      | دانشگاه علوم پزشکی بوشهر        | بوشهر    | ۱۳۹۰      |
| دانشکده دندانپزشکی بیرجند     | دانشگاه علوم پزشکی بیرجند       | بیرجند   | ۱۳۹۰      |
| دانشکده دندانپزشکی تبریز      | دانشگاه علوم پزشکی تبریز        | تبریز    | ۱۳۶۵      |
| دانشکده دندانپزشکی تهران      | دانشگاه علوم پزشکی تهران        | تهران    | ۱۳۲۲      |
| دانشکده دندانپزشکی رفسنجان    | دانشگاه علوم پزشکی رفسنجان      | رفسنجان  | ۱۳۷۱      |
| دانشکده دندانپزشکی زاهدان     | دانشگاه علوم پزشکی زاهدان       | زاهدان   | ۱۳۷۳      |
| دانشکده دندانپزشکی زنجان      | دانشگاه علوم پزشکی زنجان        | زنجان    | ۱۳۹۲      |
| دانشکده دندانپزشکی سمنان      | دانشگاه علوم پزشکی سمنان        | سمنان    | ۱۳۹۳      |
| دانشکده دندانپزشکی شاهد       | دانشگاه علوم پزشکی شاهد         | تهران    | ۱۳۷۰      |
| دانشکده دندانپزشکی شهرکرد     | دانشگاه علوم پزشکی شهرکرد       | شهرکرد   | ۱۳۸۹      |
| دانشکده دندانپزشکی شهید بهشتی | دانشگاه علوم پزشکی شهید بهشتی   | تهران    | ۱۳۴۴      |
| دانشکده دندانپزشکی شیراز      | دانشگاه علوم پزشکی شیراز        | شیراز    | ۱۳۴۸      |
| دانشکده دندانپزشکی قزوین      | دانشگاه علوم پزشکی قزوین        | قزوین    | ۱۳۷۰      |
| دانشکده دندانپزشکی قم         | دانشگاه علوم پزشکی قم           | قم       | ۱۳۹۰      |
| دانشکده دندانپزشکی کاشان      | دانشگاه علوم پزشکی کاشان        | کاشان    | ۱۳۹۱      |
| دانشکده دندانپزشکی کردستان    | دانشگاه علوم پزشکی کردستان      | سنندج    | ۱۳۸۹      |
| دانشکده دندانپزشکی کرمان      | دانشگاه علوم پزشکی کرمان        | کرمان    | ۱۳۶۶      |
| دانشکده دندانپزشکی کرمانشاه   | دانشگاه علوم پزشکی کرمانشاه     | کرمانشاه | ۱۳۸۹      |
| دانشکده دندانپزشکی گلستان     | دانشگاه علوم پزشکی گلستان       | گرگان    | ۱۳۸۸      |
| دانشکده دندانپزشکی گیلان      | دانشگاه علوم پزشکی گیلان        | رشت      | ۱۳۷۲      |
| دانشکده دندانپزشکی لرستان     | دانشگاه علوم پزشکی لرستان       | خرم‌آباد  | ۱۳۹۱      |
| دانشکده دندانپزشکی مازندران   | دانشگاه علوم پزشکی مازندران     | ساری     | ۱۳۸۸      |
| دانشکده دندانپزشکی مشهد       | دانشگاه علوم پزشکی مشهد         | مشهد     | ۱۳۴۴      |
| دانشکده دندانپزشکی هرمزگان    | دانشگاه علوم پزشکی هرمزگان      | بندرعباس | ۱۳۸۶      |
| دانشکده دندانپزشکی همدان      | دانشگاه علوم پزشکی همدان        | همدان    | ۱۳۷۰      |
| دانشکده دندانپزشکی یاسوج      | دانشگاه علوم پزشکی یاسوج        | یاسوج    | ۱۳۹۱      |
| دانشکده دندانپزشکی یزد        | دانشگاه علوم پزشکی شهید صدوقی   | یزد      | ۱۳۷۲      |

### دانشگاه‌های آزاد اسلامی
| نام دانشکده                    | دانشگاه مادر                          | شهر    | سال تأسیس |
| ------------------------------ | ------------------------------------- | ------ | --------- |
| دانشکده دندانپزشکی آزاد اصفهان | دانشگاه آزاد اسلامی واحد خوراسگان     | اصفهان | ۱۳۷۲      |
| دانشکده دندانپزشکی آزاد بروجرد | دانشگاه آزاد اسلامی واحد بروجرد       | بروجرد | ۱۳۸۹      |
| دانشکده دندانپزشکی آزاد تهران  | دانشگاه علوم پزشکی آزاد اسلامی تهران  | تهران  | ۱۳۶۵      |
| دانشکده دندانپزشکی آزاد شیراز  | دانشگاه آزاد اسلامی واحد شیراز        | شیراز  | ۱۳۸۹      |
| دانشکده دندانپزشکی آزاد کیش    | دانشگاه آزاد اسلامی واحد بین‌الملل کیش | کیش    | ۱۳۸۶      |